# Ковалевка (Винницкая область)
Ковале́вка (укр. Ковалі́вка) — село на Украине, находится в Немировском районе Винницкой области.
Код КОАТУУ — 0523084001. Население по переписи 2001 года составляет 3783 человека. Почтовый индекс — 22830. Телефонный код — 4331.
Занимает площадь 16,984 км².
История городов и сел УССР 1972 г.
Ковалевка — село, центр сельского Совета, расположено в 7 км от районного центра, в 4 км от железнодорожной станции Немиров. Население — 4893 человека. Сельсовету подчинено село Межигорка.
За многоотраслевым колхозом «Россия» закреплено 4637 га земли, в т. ч. 3173 га пахотной. Средняя и восьмилетняя школы, 2 дома культуры, 2 библиотеки, 2 медпункта. В колхозе, учреждениях образования и культуры трудится 81 коммунист и 87 комсомольцев. Партийная организация основана в 1930 году. Село известно с XVII века. С 18 по 24 мая 1905 года продолжалась забастовка сельскохозяйственных рабочих, которые требовали от помещика повышения заработной платы. Помещик вынужден был уступить. С февраля 1942 до марта 1944 года в селе действовала подпольная партийная группа.
Сицинский Е. Приходы и церкви Подольской епархии 1901 г.
Ковалевка с. — в 7 верстах от м. Немирова, расположено на равнине, изрезанной оврагами, отчего главная часть села называется Яры. В селе есть большой пруд, принадлежащий помещице, и около десятка маленьких прудиков с грязной водою, принадлежащих крестьянам. Колодцев в селе есть много, все глубокие, но воды хорошей в селе нет. Местность, занимаемая Ковалевкою, по словам старожилов, еще в начале сего столетия была покрыта лесом, отчего части села носят названия: «Дубник» и «Корчевка». Теперь этих лесов нет, а только в обширных крестьянских усадьбах, в которых разведены прекрасные фруктовые сады, есть много старых лесных деревьев. Рассказывают старожилы, что местность, занимаемая теперь К., была покрыта лесом, принадлежавшим графу Потоцкому; в прошлом столетии граф Потоцкий построил в лесу в семи верстах от Немирова дворец, а вблизи дворца поселил цыган-кузнецов для хозяйственных потребностей; эти цыгане были первые поселенцы Ковалевки, и от них село получило свое название. В настоящее время Ковалевка — довольно многолюдный приход, в котором до 5 тысяч народонаселения. Все жители — крестьяне-малороссы, православного вероисповедания. Главное занятие населения — хлебопашество. В Ковалевке есть сахарный завод, где население имеет заработки. Народное предание говорит, что в 1770 году построен был в Ковалевке первый православный храм, который просуществовал до 1860 г. Храм этот был деревянный, трехкупольный, на каменном основании и посвящен Покрову Божьей Матери. В 1860 г. был построен на средства помещика Ковалевки, графа Болеслава Потоцкого, новый храм. Этот храм — деревянный, на каменном основании, однокупольный, посвящен также Покрову Божьей Матери. В новый храм был перенесен иконостас из старой церкви, только немного обновлен на средства прихожан. Из священников К. следует упомянуть об Авксентии Янковском, который здесь священствовал 48 лет, но оставил этот приход, как тяжелый для него, в 1883 г. и перемещен в село Ивановцы Брацлавского уезда. До 1883 года в приходе существовала церковная школа; 1 октября 1883 года здесь открыто министерское одноклассное училище. Церк. земли 66 д. 2121 с., в том числе усад. и под погостом 4 д. 1114 с.; остальная пахотная в трех сменах. Причт, помещения построены в 1896 году.
Ковалевка в географическом словаре королевства Польского и других земель славянских 1883 г. (рус.)
Ковалевка. Одно из самых красивейших сел подолья, уезда Брацлавского, гмина Рубань, парафия Немиров, 6 верст к востоку от г. Немирова, около 40 верст от Винницы, полностью Ковалевка состоит из 5 отдельных деревень: Чеколаповка, Сподахи, Яры, Подзамче и Блидки, а также приселков: Хвастовцы, Виргиловки и т. д. Существует сахарный завод, один из крупнейших на Подолье; ферма состоит из 4 отдельных фольварков. Ковалевка принадлежала Потоцким; В правление короля Станислава Августа владел ею Винсент Потоцкий, великий коронный подкоморный, он был со странностями в своем роду, хотя много хорошего в этих местах оставил, был женат на ks. de Ligne, считал себя удельным князем, он чеканил монету с фамильным гербом – семиконечным крестом «Пилява». У него было постоянное место жительства в Немировском замке, из которого сохранилось только одно левое крыло, которое раньше было конюшней и гауптвахта. Когда Суворов вошел в край, преследуя остатки армии польской, адъютант его, потребовал, чтобы он дал под штаб-квартиру замок Потоцких и заявил, что они прибудут в 3 дня. Потоцкий провел все общины с целого ключа немировского и жилую часть замка разобрал полностью; а сам переехал в Ковалевку, где он разбил палатки и спешно приказал построить дом. Был он большим любителем садов, привозил в Ковалевку лучшие виды фруктов. В жизни у него был обычай, не один парень не мог жениться, или девушка выйти замуж, пока они не доказали, что посадили и привили десять штук фруктовых деревьев; для прививки черенки получали из сада наследника. Есть сегодня крестьяне, которые получали несколько сотен рублей в год за плоды своих садов. В дополнение к двухэтажному дому создан был большой сад, большая оранжерея, на острове в саду была статуя, установлена в память о д-ре Говарде. Джон Говард, англичанин, врач и большой друг всего человечества (род. 1726 г.), который в основном занимался улучшением судьбы заключенных и устройством лечебных учреждений, во время поездки на юге России, он умер в Херсоне в 1790 году и похоронен здесь, на могиле его установлен обелиск. Графиня Wincentowa Potocka (de Ligne), поклонница деяний Говарда, якобы, перевезла его тело и тайно похоронила в Ковалевке, в саду, на острове. На могиле его поставлен памятник в окружении деревьев и кустарников, и день его смерти отмечается раздачей милостыни и богослужением. Так недавно в память о Говарде построены памятники в Херсоне, Ковалевке и Лондоне. Потоцкий привез ремесленников, основал множество фабрик и пытались улучшить общее благосостояние: ткань, кожа, коленкор немировский шли на экспорт. После раздела страны подкоморный, разочарованный и обескураженный, продал Ковалевку из пяти деревень (2025 душ и 689 дворов) и Немиров (12000 душ) Щенскому Потоцкому. Эти активы наряду с Могилевским ключом (16 деревень) Щенский подарил старшему и самому любимому своему сыну Jerzemu, который в дополнение получили равное наследование вместе со своими братьями, содержащее 22000 душ. Jerzy вскоре потерял все; ключ Могилевский проиграл в карты Hadziewiczowi, он накопил 30 миллионов злотых долга, а сам выехал в Barege во Франции, где и умер, в 33 года. Его мачеха (с дома Czelicze-greczynka) заключила с ним договор, приняла его наследство с обязательством погасить долги и платить ему до смерти по 15000 дукатов. Ковалевка и Немиров попадают к Софии Потоцкой, которая передала их своему сыну Болеславу, ныне живущему, а тот отдал в приданое единственной своей дочери Марии Потоцкой Строгоновой. В Ковалевке была ее летняя резиденция; ее наполняли шедевры искусств, оставленные еще после подкоморного. Сегодня нет и следа от былого величия, усадьба опустела, памятники искусства разрушены или вывезены, деревья частично вырезаны. В Ковалевке есть несколько семей литовских татар, оседлых на общественных землях, вероисповедания Магометанского, имеют свою мечеть и муллу. Они в большей степени являются давней шляхтой, утвержденной в герольдии, из документов, предоставленных королями польскими, и которому они придают большую цену. Среди них Скульськие, Смульськие, Абрахамовичи, Барановичи и другие. Турецкого языка не понимают, употребляют обычно польский, но молятся по книгам, печатным на арабском, не понимая полностью языка. Участвуют в хозяйстве, садоводстве, выделке кожи и сафьянов, покраске и лечение сумасшествия. Молодое поколение значительно обеднело; некоторые служат у чиновников. В лицах их остались восточные следы, в целом учтивые, трезвые и трудолюбивые, а некоторые приняли христианство.
Кулжинский И.  Могила Говарда 1852 г.
Могила Говарда. (Из Нежина). Где погребен Говард? Где его могила? — Все убеждены, что он погребен около Херсона, на бывшем хуторе купца Дофине.
Об этом недавно еще была в Москвитянине (N 1, 1852) статья, извлеченная из Херсонских Губернских Ведомостей.

Там, над его могилой, стоить и памятник. Все это так, но гроба с остатками Говарда нет в Херсонской могиле: он украден оттуда, и погребен в другом месте. Вот как это было: Говард умер в 1790 году. В то время Волынь и Подол еще принадлежали к польской Речи посполитой. Польские магнаты не хотели знать над собой никакой управы и жили в своих маетностях своевольствуя на чем свет стоить; не возможным для них ничто не казалось. В восьми верстах от местечка Немирова (Подольской губернии, Брацлавского уезда) в селе Ковалевке, имел свою резиденцию, как тогда говорили, граф Щенский (Феликс) Потоцкий. Жена графа (жаль, забыл ея имя) была сантиментальная дама и большая филантропка. Сентиментальность, вздохи и слезы были тогда в великой моде: во всей Европе. Графиня Потоцкая питала к имени Говарда такое почтение, которое доходило почти до обожания. Вот, как в Ковалевке получено было известие о смерти и погребении Говарда в Херсоне, чувствительная графиня со слезами пристала к своему мужу Щенскому Потоцкому, чтобы гробь с остатками Филантропа непременно быль перевезен в Ковалевку. Он не мог противиться слезам супруги,— велел приготовить несколько краковских брик, наполнил их своими надворными казаками, вооруженными с головы до ног, и послал их к Херсону, с приказанием, чтоб они ночью тихонько подъехали к указанному месту, т. е. к хутору, на котором погребен Говард; чтоб без всякого шума разрыли могилу его, вынули гробь, и потом чтоб зарывши могилу по-прежнему, как можно скорее поспешили с украденным мертвецом в Ковалевку. Для скорейшей езды, во многих местах были приготовлены подставные кони. Так все и  сделалось. Новороссийский край был тогда еще пустынею; около Херсона был та же пустыня; никто в Херсоне не знал, да и теперь, кажется, никто не знает об этом похищении.
Когда гроб Говарда был привезен в Ковалевку, его с великим парадом и церемонией предали земли в прекрасном графском саду, на острове среди озера. Вскоре за темь графиня Потоцкая над этою повою могилою Филантропа устроила богатый памятник, который и теперь стоит там,  осененный густыми деревьями.

Теперь село Ковалевка где почил вечным сном, добрый Говард, принадлежит г. почетному попечителю немировской гимназии, графу Болеславу Станиславовичу Потоцкому. Нет никакого сомнения, что ежелибы редакция Москвитянина отнеслась к графу, то он доставил бы ей рисунок с настоящей могилы Говарда, и с Памятника, с прекрасною местностью, его окружающею. Помню, что на памятнике была какая-то надпись, которую также граф Болеслав Станиславович мог бы доставить в редакцию Москвитянина.— Москвитянин (N 1, 1852)

## Адрес местного совета
22833, Винницкая область, Немировский р-н, с. Ковалевка